# Septiembre de 1964 (programa de televisión)
Septiembre de 1964 era un programa de televisión chileno, emitido por Canal 9 durante el primer semestre de 1964. Consistía en un foro donde participaban los tres candidatos a la elección presidencial de 1964: Eduardo Frei Montalva, Salvador Allende y Julio Durán, cada uno por episodio. Es considerado el programa pionero dentro de los debates políticos televisados en Chile, siendo el precursor para otros espacios como El juego de la verdad, A ocho columnas o Decisión 70.
El foro era moderado por Carlos Fredes. Los panelistas encargados de realizar las preguntas a los candidatos eran los periodistas Mario Arnello, José Vásquez, Frida Modack y Rafael Kittsteiner. El director del programa era Helvio Soto, siendo reemplazado en algunas ocasiones por Adriana Borghero, mientras que las cámaras estaban a cargo de Enrique Sepúlveda y Enrique Mella.
El programa se realizó durante 5 meses, debutando el viernes 10 de abril y finalizando el 2 de septiembre de 1964, dos días antes de la jornada electoral del 4 de septiembre, y que daría por ganador a Eduardo Frei Montalva. La última emisión tuvo tal repercursión que fue emitida en simultáneo por Canal 9 y Canal 13.
Posterior a su realización, Septiembre de 1964 fue considerado el mejor programa del año de acuerdo a una encuesta realizada por la revista Ecran. Producto del éxito del espacio, Canal 9 decidió reeditar el formato para las elecciones parlamentarias de marzo de 1965, realizando el programa Foro senatorial Prolene a partir del 7 de enero —luego de un sorteo ante notario realizado el 2 de enero para determinar el orden de aparición de los candidatos—, con la participación de los postulantes a senadores por Santiago.